# Потсдамська площа
Потсдамська площа (нім. Potsdamer Platz) — центральна площа в берлінському районі Тіргартен, на яку зав'язані декілька важливих вулиць міста. 
Розташована приблизно у кілометрі на південь від Бранденбурзьких воріт та Рейхстагу. Площа названа на честь міста Потсдам, адже у цьому місці стара дорога на Потсдам проходила через Берлін. Саме у цьому місці, де перехрещувалися декілька шляхів, велась активна торгівля біля міських мурів.
Є однією з найнавантаженіших площ у Європі. Площа була повністю зруйнована під час Другої світової війни. 
Відомо, що на Потсдамській площі з'явився перший в Європі світлофор, придбаний в Нью-Йорку та встановлений у Берліні в 1924. Деякі історики вважають, що перший у Європі електричний ліхтар, також був встановлений на Потсдамській площі. До Другої світової війни на площі та в прилеглих до неї кварталах розташовувалися урядові установи, вона була районом розважальних закладів та значним транспортним вузлом. Зараз на площі розташовані офіси таких корпорацій, як Daimler, Debis, Sony і ABB, комплекс Sony Center.

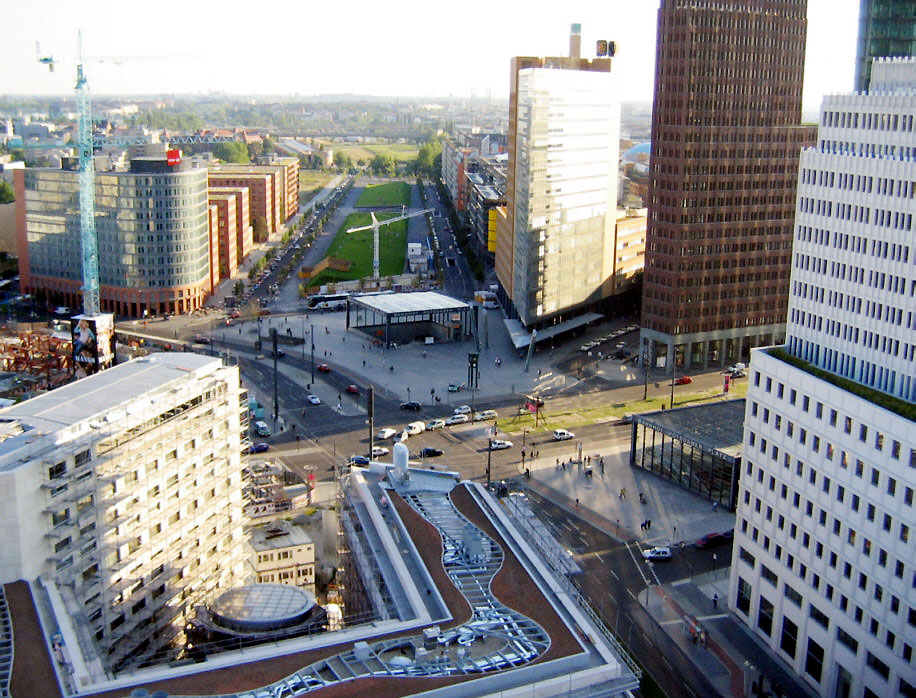
Потсдамська площа
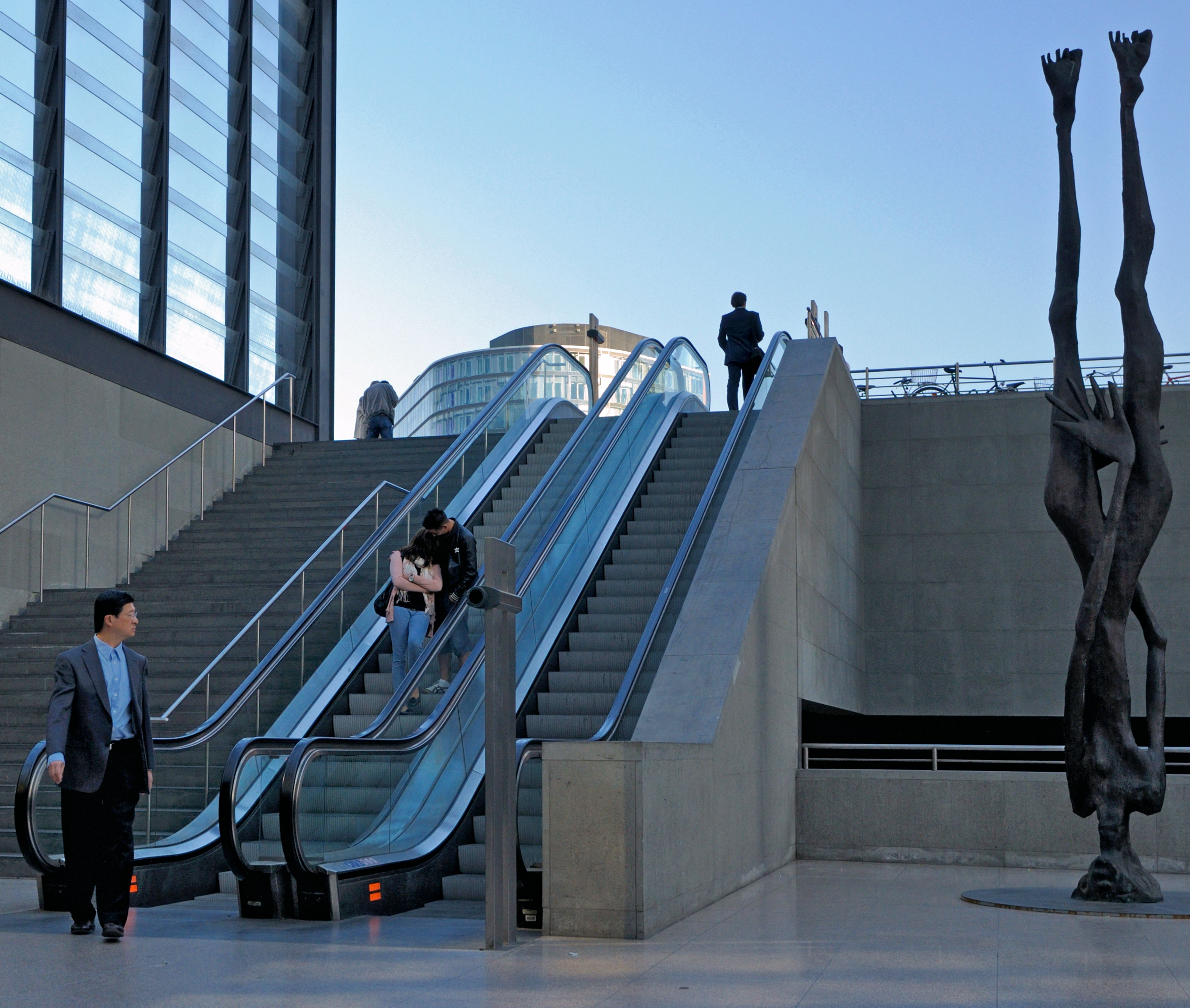
Пам'ятник Джордано Бруно